# حارة النجد الأبيض (صنعاء)

تعديل مصدري - تعديل

حارة النجد الأبيض هي إحدى حارات حي دار الحيد بمديرية ضواحي الأمانة سنحان وبني بهلول إحدى مديريات العاصمة اليمنية صنعاء، بلغ تعداد سكانها 102 نسمة حسب تعداد اليمن لعام 2004.